# Shoxx
SHOXX – japoński magazyn muzyczny publikowany przez Ongakusenkasha 21 dnia każdego miesiąca. Skupiał się na japońskiej scenie visual kei, przedstawiając zarówno najbardziej popularne zespoły, jak i nowe. Był reklamowany jako „Visual and Hard Shock” magazyn.
Każde wydanie kosztowało ok. 930 jenów. Co miesiąc na okładce przedstawiani byli różni artyści wraz z dwudziestoma stronami zawierającymi szczegółowe informacje o muzykach, wywiady, oraz plakat gwiazdy z okładki. Regularnie przedstawiane zespoły i artyści to m.in. Miyavi, MUCC, Nightmare, the Gazette, SID, Kagrra, Alice Nine i An Cafe.
Magazyn zazwyczaj odwoływał się do zagranicznych fanów ze względu na dużą liczbę zdjęć (często całostronicowych) i reklam zawartych w każdym wydaniu.

## Działy
- EXPECT RUSH
- SHOXX UP TO DATE
- SHOXX @ WOLRD
- ARTIST’S BOX
- Shotsu-kun no Hayamimi Jōhō (jap. ショッ君の早耳情報)
- Mission in Pokkun (jap. Mission in ポックン)
- Purekon WORLD (jap. プレコンWORLD)
- Ōshima Akemi no Rock’n’Roll Nikki (jap. 大島暁美のロックンロール日記)
- 8 Beat Gag (jap. 8ビートギャグ) (koniec)
- VISUAL & HARD SHOCK INVATION (koniec)

## Zespół redakcyjny
- Publikacja: Toshiyuki Arai (jap. 荒井 敏行 Arai Toshiyuki)
- Edytor: Kuniaki Suzuki (jap. 鈴木 邦昭 Suzuki Kuniaki)
- Redakcja: Kuniaki Suzuki (jap. 鈴木 邦昭 Suzuki Kuniaki)
- Dział redakcji: Misako Shida (jap. 志田 美沙子 Shida Misako) / Junko Arasawa (jap. 荒澤 純子 Arasawa Junko)